# 히라이 리오
히라이 리오(일본어: 平井 理央, 1982년 11월 15일~)은 일본의 아나운서이자 여배우이다.